# Маршалл (Північна Кароліна)
Маршалл (англ. Marshall) — місто (англ. town) в США, в окрузі Медісон штату Північна Кароліна. Населення — 777 осіб (2020).

## Географія
Маршалл розташований за координатами 35°47′54″ пн. ш. 82°40′53″ зх. д. / 35.79833° пн. ш. 82.68139° зх. д. (35.798197, -82.681431).  За даними Бюро перепису населення США в 2010 році місто мало площу 10,30 км², з яких 9,75 км² — суходіл та 0,56 км² — водойми.

## Демографія
Згідно з переписом 2010 року, у місті мешкали 872 особи в 390 домогосподарствах у складі 215 родин. Густота населення становила 85 осіб/км².  Було 484 помешкання (47/км²).
Расовий склад населення:
| - 97,5 % — білих - 0,8 % — корінних американців - 0,1 % — вихідців з тихоокеанських островів - 0,1 % — азіатів |

До двох чи більше рас належало 1,5 %. Частка іспаномовних становила 1,4 % від усіх жителів.
За віковим діапазоном населення розподілялося таким чином: 19,7 % — особи молодші 18 років, 62,5 % — особи у віці 18—64 років, 17,8 % — особи у віці 65 років та старші. Медіана віку мешканця становила 41,0 року. На 100 осіб жіночої статі у місті припадало 106,1 чоловіків;  на 100 жінок у віці від 18 років та старших — 98,3 чоловіків також старших 18 років.
Середній дохід на одне домашнє господарство  становив 44 480 доларів США (медіана — 30 238), а середній дохід на одну сім'ю — 61 087 доларів (медіана — 43 250). Медіана доходів становила 41 111 долар для чоловіків та 31 042 долари для жінок. За межею бідності перебувало 21,5 % осіб, у тому числі 21,2 % дітей у віці до 18 років та 17,1 % осіб у віці 65 років та старших.
Цивільне працевлаштоване населення становило 279 осіб. Основні галузі зайнятості: освіта, охорона здоров'я та соціальна допомога — 21,1 %, будівництво — 17,2 %, науковці, спеціалісти, менеджери — 14,7 %.